# Juan de Tassis y Acuña
Juan de Tassis y Acuña, 1:e greve av Villamediana, född under 1500-talet, död 1607, var en spansk adelsman. Han var far till Juan de Tassis y Peralta.
Villamedianas släkt var från början från Italien, men de flyttade sedan runt både till Spanien och Flandern. Under Filip II:s regeringstid tjänade han den psykiskt störde Don Carlos av Spanien och han deltog sedan i ett krig i det tidigare spansk-islamistiska området Granada och i Oran. Villamediana dubbades till riddare och deltog i Fernando Álvarez de Toledo, 3:e hertig av Albas erövring av Lissabon den 29 juni 1581. Under sin tid där födde hans fru (Maria de Peralta y Muñatones) deras son Juan de Tassis, 2:e greve av Villamediana. 1583 återvände Villamediana till Madrid tillsammans med Filip III av Spanien, som den 12 oktober 1603 gjorde honom till greve av Villamediana.
I juni 1603 begav sig Villamediana till London för att förhandla fram ett fredsavtal mellan Spanien och England. Fredsavtalet, som går under namnet Londonfördraget, skrevs under den 28 augusti 1604. Villamediana avled sedan år 1607 och begravdes i Principal Chapel, Convento de San Agustín i Valladolid.